# H.C. Andersens Hus
 Ikke at forveksle med H.C. Andersens Barndomshjem.
H.C. Andersens Hus (H.C. Andersen museet) i Odense er hovedmuseet for eventyrdigteren og forfatteren H.C. Andersen. Museet er en del af museumsorganisationen Museum Odense.
Huset blev købt af Odense Kommune i 1905 på 100-året for H.C. Andersens fødsel. Efter en grundig restaurering af arkitekt Jens Vilhelm Petersen blev det indrettet til museum. I 1930 blev museet udvidet med bl.a. kuppelsalen, hvor Niels Larsen Stevns stod for den kunstneriske udsmykning. I 1976 kom endnu en udvidelse til og i 2004 stod den sidste udvidelse færdig. Huset udgør i dag en del af det nuværende museum H.C. Andersens Hus.
Hjørnehuset i H.C. Andersen-kvarteret, Hans Jensens Stræde 43, regnes officielt som H.C. Andersens oprindelige fødested, men hverken den oprindelige dåbs-indføring den 15 eller 16. april 1805 i Skt. Hans Kirkebog, eller en dåbsattest udfærdiget samme sted den 24. november 1823, til brug ved en arvesag efter farfaderens død, angiver stedet hvor H.C. Andersen blev født. Selv skal Andersen ved sin 70-års fødselsdag, temmelig irriteret, til maleren Hartmann have udtalt, at han ikke var født i ”Den Rønne”. Det vides dog, at H.C. Andersens mormor, Anna Sørensdatter og morstedfar, Jørgen Rasmussen, boede i huset som ejedes af Jørgen Rasmussens forældre. Også H.C. Andersens mor, Anne Marie Andersdatter, boede i huset under sin graviditet med H.C. Andersens halvsøster, Karen Marie, der blev født den 22. september 1799.
Museet udgiver hvert år tidsskriftet Anderseniana, med artikler og forskning om H.C. Andersens person og værk.
H.C. Andersens Barndomshjem, hvor han boede som barn i årene 1807-1819, ligger i Munkemøllestræde i Odense.

## Ekstern henvisning
- Wikimedia Commons har flere filer relateret til H.C. Andersens Hus
- hcandersenshus.dk - H.C. Andersens Hus' websted